# Minisatellit
Als Minisatelliten, Minisatelliten-DNA oder VNTRs (variable number tandem repeats) werden in der Genetik Abschnitte der DNA im Genom bezeichnet, die aus tandemartigen Wiederholungen einer kurzen (ca. 12–100 Nukleotiden langer) DNA-Sequenz bestehen. Anders als andere Satelliten-DNAs ist die Anzahl der Wiederholungen wesentlich geringer, sie besteht in der Regel aus fünf bis 50 Wiederholungen. Diese Wiederholungen sind außerdem hochvariabel: Durch falsche Zusammenlagerung beim Crossing-over während der meiotischen Rekombination können sich viele verschiedene Allele bilden, die aus jeweils einer anderen Zahl von Wiederholungen bestehen. Jeder Mensch hat dadurch eine sehr spezifische Zusammensetzung dieser Allele.
Diese Eigenschaft der Minisatelliten macht man sich beim Fingerprinting, dem Verfahren zur Erstellung eines genetischen Fingerabdrucks, zunutze.